# 유후재 및 옥비
유후재 및 옥비(遺厚齋 및 玉碑)는 대한민국 경상북도 영천시 대창면 대재리에 있는, 정우당 조치우 선생의 제사를 모시는 사당과 왕이 선생에게 내린 옥으로 만든 비이다. 1985년 8월 5일 경상북도의 문화재자료 제101호로 지정되었다.

## 개요
정우당 조치우 선생의 제사를 모시는 사당과 왕이 선생에게 내린 옥으로 만든 비이다.
조치우(1459∼1529년)는 조선 성종 때의 문신으로, 성종 25년(1494년) 별사문과에 급제하여 예문관 검열을 거쳐 성균관전적이 되어 성종실록편찬에 참여하였다. 중종반정 이후 장령을 지내고 대구 부사를 지내면서 어진 다스림을 펼쳐 칭송을 받았다. 사옹원정에 임명되었으나 어머니의 봉양을 위해 이를 거절하였고, 어머니의 상 도중 그도 생을 마치었다. 그가 죽은 후 조정에서는 옥비 2기를 하사하여 그의 청렴결백과 효행의 덕을 표창하였다.
옥비는 비각을 세워 보존하고 있는데, 직사각형의 비몸 위로 꽃봉우리 형태의 아름다운 머릿돌을 얹은 모습이다. 다른 옥비 1기는 그의 부인 사당인 경남 창원 모광재에 남아있다.

## 현지 안내문
이 건물은 조선 성종 때 문신이며 학자로 청백리에 녹선된 조치우(曺致虞, 1459-1529년) 선생의 묘하 재사이며, 선생이 대구부사 재임 시 선정을 베풀어 나라에서 하사한 옥비이다.
선생의 호는 정우당, 본광은 창녕, 성종 25년(1494) 별시문과에 급제하여 예문관 검열을 거쳐 성균관전적으로 성종실록 편찬에 참여했다. 그 후 중종반정 후 장령을 지내고 대구부사 재임 시 선정을 펼쳐 칭송을 받았으며 사옹원정에 임명되었으나 모친 봉양을 위하여 사임, 모상 중 일생을 마쳤다. 사후 조정에서 옥비 두좌를 하사하여 그의 청렴결백한 덕을 표창하였다.
옥비 1좌는 대청면 대재리 송청산의 유후재 속의 옥비각에 안치되어 있고, 또 1좌는 부인의 묘소가 있는 경남 창원군 북면 재계동 청용산의 모선재 속의 옥비각에 안치하고 있다.

## 같이 보기
- 영천 조치우 옥비

## 참고 자료
- 유후재및옥비 - 국가유산청 국가유산포털